# Kozlički
Kozlički (znanstveno ime Cerambycidae) so velika družina hroščev, v katero uvrščamo približno 35.000 danes znanih vrst, razširjenih po vsem svetu. Prepoznavni so predvsem po zelo dolgih tipalnicah, ki presegajo dolžino telesa in jih držijo nazaj, sicer pa so to srednje do zelo veliki hrošči z valjastim ali sploščenim telesom. Mednje sodi tudi titan (Titanus giganteus), ki je s preko 16 cm dolžine največji med vsemi znanimi hrošči.
Skoraj vsi predstavniki so rastlinojedi, prehranjujejo se z listi, lubjem ali pelodom, ličinke pa vrtajo po lesu. Dnevno aktivne vrste, posebej tiste, ki se zadržujejo na cvetovih, so pogosto svarilno obarvane in posnemajo ose ali strupene hrošče rdečekrilce. Večina ob vznemirjenju oddaja tudi piskajoče zvoke. Zvoki, ki jih proizvajajo z drgnjenjem (stridulacijo), pri nekaterih vrstah služijo tudi za komunikacijo med spolnima partnerja, v takem primeru so vrstno specifični.
Samice največkrat odlagajo jajčeca v sveže poškodovana ali posekana drevesa, ki jih najdejo s pomočjo hlapnih snovi, feromonov zalubnikov ali lastnih spolnih feromonov. Pri bolj specializiranih vrstah samice pazljivo izbirajo mesto za odlaganje jajčec, nekatere pa ga tudi posebej pripravijo z žvečenjem. Podolgovate, brezbarvne in običajno breznožne ličinke nato vrtajo okrogle rove po floemu ali sredici debla. S svojo aktivnostjo imajo ekološki pomen kot začetniki procesa razkroja v gozdovih, saj ličinke z vrtanjem rovov omogočijo dostop drugih žuželk, kot so termiti in mravlje, ter gliv, ki povzročajo lesno gnilobo. Ob večjih gostotah so sposobne ubiti bolna, nekatere vrste pa tudi zdrava drevesa. Posledično lahko predstavljajo pomembne škodljivce v gozdarstvu in sadjarstvu.

## Kozlički v Sloveniji
Za Slovenijo je znanih okrog 220 vrst, med katerimi je največji strigoš (Cerambyx cerdo), ki doseže do 9 cm v dolžino. Med pogostimi vrstami sta pegasti vitki kozliček (Strangalia maculata), ki se pogosto zadržuje na cvetovih, in opečnordeči vitki kozliček (Leptura rubra), ki ga najdemo na posekanih deblih smrek. Hišni kozliček (Hylotrupes bajulus) je znan škodljivec gradbenega lesa. Zaradi življenjskega kroga, ki traja več let, so nekatere druge vrste zelo redke in ogrožene, poleg strigoša je od takih znan denimo alpski kozliček (Rosalia alpina).